# Kościół św. Floriana w Brwinowie
Kościół świętego Floriana w Brwinowie – rzymskokatolicki kościół parafialny należący do dekanatu brwinowskiego archidiecezji warszawskiej.
Poprzednia świątynia była drewniana i została wzniesiona w 1760 roku, dzięki staraniom księdza Baltazara Antoniego Tarkowskiego. W połowie XIX wieku została przebudowana w stylu klasycystycznym. W 1937 roku budowla została rozebrana, ponieważ była już za mała dla potrzeb parafii.

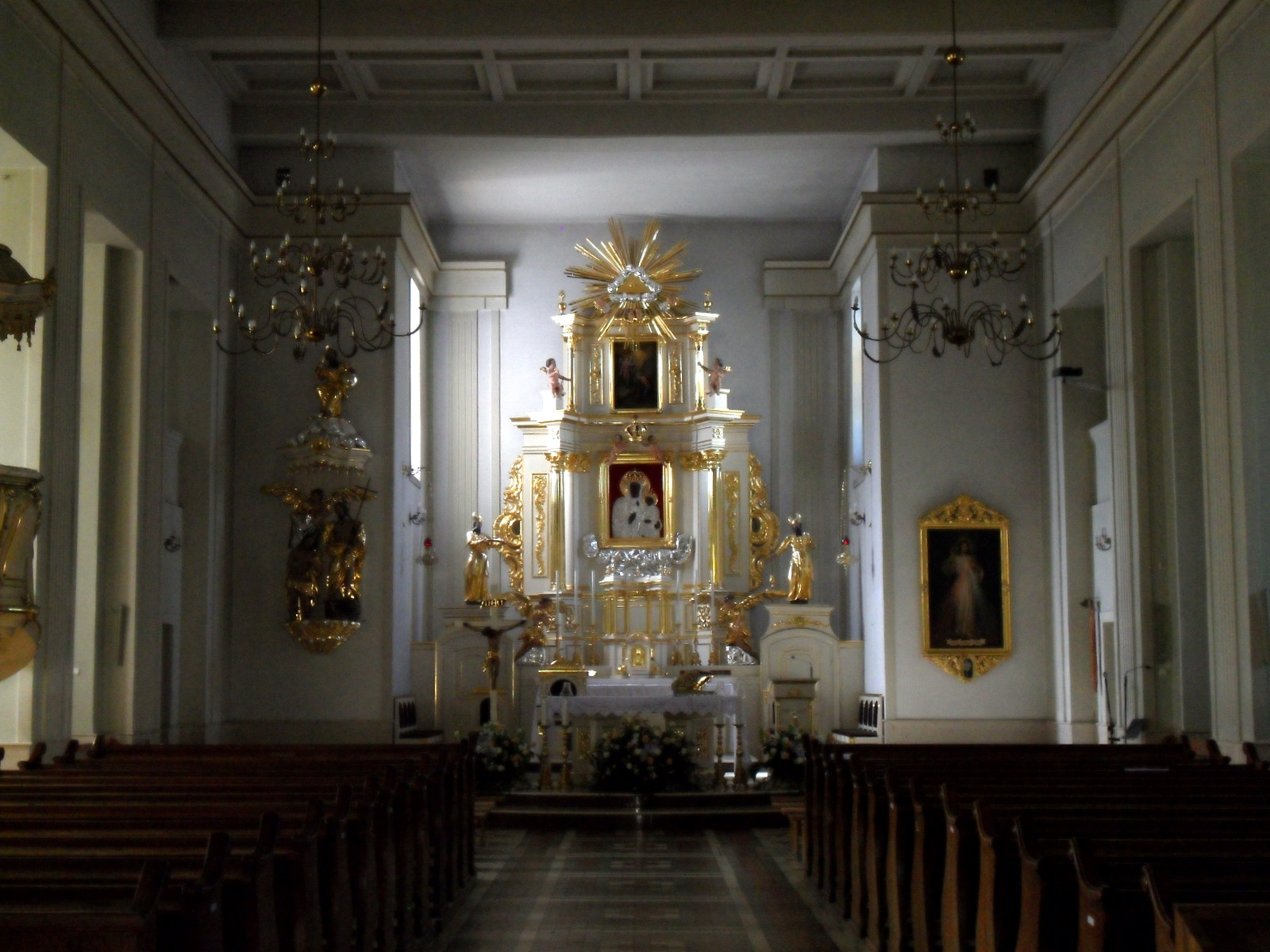
Wnętrze świątyni

Budowę obecnego kościoła według projektu Mieczysława Wołkowińskiego rozpoczęto w 1927 roku. Inicjatorem budowy był ówczesny proboszcz parafii św. Floriana w Brwinowie, ksiądz Franciszek Kawiecki. W dniu 13 czerwca 1967 roku świątynia została konsekrowana przez księdza prymasa Stefana Wyszyńskiego.
Kościół posiada wyposażenie, pochodzące z drewnianej świątyni. Składa się na nie: zespół pięciu ołtarzy, barokowa nastawa chrzcielnicy oraz rokokowa ambona pochodzące z 2 połowy XVIII stulecia. Poza tym świątynia posiada również dwa krucyfiksy, pochodzące z wcześniejszych budowli. Jeden o cechach stylu późnogotyckiego znajduje się w kruchcie, a drugi młodszy jest umieszczony na filarze międzynawowym.